# 邁歐 (密歇根州)
邁歐（英語：Mio）是一個位於美國密歇根州奧斯科達縣的普查規定居民點。根據2010年美國人口普查，該地共人口2016人，而該地的面積約為21.00平方千米。同時該地也是奧斯科達縣的縣治。

## 地理
邁歐的座標為44°39′08″N 84°07′47″W / 44.65222°N 84.12972°W，而該地的平均海拔高度為311米（即1020英尺）。